# 近鉄長野線
長野線（ながのせん）は、大阪府羽曳野市の古市駅から大阪府河内長野市の河内長野駅までを結ぶ近畿日本鉄道（近鉄）の鉄道路線。

## 概要
沿線に金剛ニュータウンなどの住宅地や多数の大学、高校等が立地しており南大阪線とともに大阪府南河内エリアの主要通勤・通学路線となっている。沿線には眼病平癒で名高い日本三不動の一つである瀧谷不動明王寺や、花火大会や高校野球で知られるパーフェクト リバティー教団（PL教団）の本部などもある。また、この路線では南阪奈道路や国道309号等主要道路との交差部が立体化されている。喜志駅 - 富田林駅間の府道美原太子線交差予定地前後でも高架化工事（仮線方式）が進められ、2023年6月10日に完了した。
ICカードPiTaPa・ICOCA・Suicaなど全国相互利用の乗車カードが使用できる。以前はスルッとKANSAI対応カードおよびJスルーカードにも対応していた。
1960年代中頃まで腕木式信号機があったが、ATS化までに腕木式信号機は色灯式信号機に取り換えられ廃止された。

### 路線データ
- 路線距離（営業キロ）：12.5km
- 軌間：1067mm
- 駅数：8駅（起終点駅含む）
- 複線区間：古市 - 富田林間
- 電化区間：全線電化（直流1500V）
- 閉塞方式：自動閉塞式
  - 交換駅：滝谷不動駅
- 最高速度：100km/h[1]

全線、大阪統括部（旧天王寺営業局）の管轄である。

## 沿線概況
全区間で国道170号と並走している。なお、以下に示す沿線概況はすべて古市→河内長野方向であり、逆方向においては順番が逆になり、風景が左右逆となる。
古市駅を発車した電車は、南大阪線が左に分かれていくのに対して、真っ直ぐ南下する。これは、河陽鉄道が大阪と南河内地域を結ぶ目的で先に建設されたためである。古市検車区への入出庫線が右に分かれていくと、旧国道170号をアンダークロスし、住宅街の中を走る。南阪奈道路と立体交差するとほどなくして富田林市に入り、線路はゆるやかに右にカーブし、喜志駅に至る。この駅は大阪芸術大学、太成学院大学、上宮太子高校へのバスが発着しており、朝夕は学生で混雑する。
喜志駅を発車するとしばらくは田畑や住宅街、工場が混在する風景が続く。現在、府道美原太子線との交差部付近の立体交差化が進められており 、この区間は仮線を走行する。右手に見える大平和祈念塔が徐々に大きく見え、富田林市街に入ってくると線路は右に大きくカーブして2面2線の富田林駅に到着する。富田林駅以南は単線となり、この駅で折り返す列車も少なからず存在するため、引き上げ線が1線ある。PL教団本部最寄り駅でもあり、毎年8月1日にはPL花火芸術が行われるために相当混雑する。
富田林駅を発車して左にカーブをすると富田林西口駅に至る。富田林市の中心駅は先述の富田林駅であるが、富田林市役所をはじめとした官公庁街は富田林西口駅の方が近く、また周辺には富田林高校・中学校や河南高校がある。よって朝ラッシュを中心に混雑する。なお、富田林駅 - 富田林西口駅間の距離は0.6kmで、近鉄では2番目に短い駅間距離である。
その先はしばらく富田林の住宅街を走り、高架を上って川西駅。ここを出るとすぐに国道309号と立体交差して再び地上区間となる。線路はゆるやかに左へカーブして、住宅などの建物は次第に閑散とし田園となっている所が目立ち始める。今度は右へゆるやかにカーブし、行き違い設備を持つ滝谷不動駅に到着する。滝谷不動駅は瀧谷不動明王寺や大阪大谷大学の最寄り駅である。初芝富田林高校直通のバスもこの駅付近から出ている。また、単線区間で行き違い設備があるのはこの駅だけであるため、終日この駅ではほぼ全列車において列車の行き違いが行われる。
同駅を出ると線路は曲線が少々多くなる。河内長野市に入ると住宅街を走り、次第に左手に高台が迫ってきて汐ノ宮駅に至る。この高台ではみかんの栽培が多く行われている。汐ノ宮駅を出ると線路は竹林の中を縫って走り、旧国道170号を立体交差で跨ぐ。さらに林や工場の並ぶ区間を曲がりながら走り、河内長野市街に近づくと右手から南海高野線が合流してきて、終着の河内長野駅に到着する。

## 運行形態
普通・準急・急行とも線内では全列車各駅に停車する。
ダイヤは基本的に大阪阿部野橋駅に直通するように組まれている。昼間時間帯は大阪阿部野橋駅発着の準急が1時間あたり4本運転されているほか、平日朝ラッシュ時には河内長野発大阪阿部野橋行き急行や大阪阿部野橋発富田林行き急行、夕ラッシュ時には大阪阿部野橋発河内長野行きや富田林発大阪阿部野橋行き急行も運転されている。なお、河内長野発大阪阿部野橋行き急行は2013年3月18日から2014年9月19日の期間は設定がなかった。平日朝と夕ラッシュ時および早朝と深夜帯には大阪阿部野橋駅 - 富田林駅間の準急が運転されており、普通列車は富田林・河内長野行きが早朝・朝夕ラッシュ時、古市・大阪阿部野橋行きが朝夕ラッシュ時と深夜帯に運転されている。南大阪線と直通する普通として、上りは深夜に河内長野発大阪阿部野橋行き、平日の朝ラッシュ終了時に富田林発大阪阿部野橋行き、下りは平日の早朝に河内天美発、土休日の早朝に大阪阿部野橋発で河内長野行きが運転されている。
1時間あたりの本数は複線区間の古市駅 - 富田林駅間はラッシュ時間帯は6本、単線区間の富田林駅 - 河内長野駅間では一部時間帯を除いて4本となっており、ほぼ終日にわたって滝谷不動駅で列車交換が行われる「ネットダイヤ」を形成している。
編成両数は、各駅のホーム有効長により古市駅 - 富田林駅間が最長8両、富田林駅 - 河内長野駅間が最長5両に制限されるため、ラッシュ時間帯には古市駅で車両の増解結を行う列車が多く見られる。このため、古市駅 - 富田林駅間では最短2両編成から最長8両編成の列車が運転されている。富田林駅でも増解結作業が行われていたが、2013年3月17日のダイヤ変更よりすべて古市駅で行われるようになった。ラッシュ時間帯には古市駅 - 富田林駅間で回送を兼ねた8両編成の普通列車も運転される。なお、南大阪線大阪阿部野橋駅 - 古市駅間の普通列車は最長6両、古市駅 - 橿原神宮前駅間（尺土駅 - 橿原神宮前駅間の普通列車は最長6両で運転可能だがもっぱら区間急行の6両運転のための有効ホーム長として活用されており、2013年現在この区間の5両以上の普通列車の運転は皆無）と吉野線、御所線は最長4両、道明寺線では最長2両のため、南大阪線系（南大阪線、道明寺線、長野線、御所線、吉野線）で8両編成の普通列車はこの区間でしか見られない。
2018年3月のダイヤ変更で終電時間帯の時刻が見直され、大阪阿部野橋駅河内長野行き準急、富田林行き準急のそれぞれの最終列車の発車時刻が繰り下げられた。
2020年3月14日のダイヤ変更で、平日の始発列車である富田林発大阪阿部野橋行き準急の発車時刻が5分繰り上げられた。

### 臨時列車
毎年8月1日にはPL花火芸術が開催されるため、大阪阿部野橋駅 - 富田林駅間で多数の準急が運転されるなど、13時 - 15時以降大規模な臨時ダイヤで運転される（「近鉄南大阪線#PL花火臨時ダイヤ」を参照）。2005年までは大阪阿部野橋発の急行も運転されていた。その後、大阪阿部野橋発富田林行き急行の運転は行われなくなっていたが、2014年9月21日のダイヤ変更より定期列車として復活した。また2010年は従来の臨時列車のほか、26000系「さくらライナー」を2本連結した8両編成で大阪阿部野橋発富田林行きの臨時特急（往路のみ）が運転された。この列車には「PL花火芸術号」という愛称付ヘッドマークが運転室内より掲出された。
また、大晦日から元旦にかけての終夜運転は長野線でも実施されている。ここ最近では古市駅 - 河内長野駅間に普通を概ね20分間隔で運転される形態となっていたが、2009年（平成21年）12月31日から2010年（平成22年）1月1日にかけての終夜運転では南大阪線系統全体で減便され、長野線でも30分間隔に減便された。時刻はその都度近鉄の公式ホームページでも掲載されることになっている。

## 車両
南大阪線系統の通勤形車両が使用されている。特急車両は臨時列車を除き基本的に入線することはない。

## 歴史
河陽鉄道が大阪と南河内を結ぶためや高野山参詣客を当て込み、現在の道明寺線および南大阪線の一部にあたる柏原駅 - 古市駅間に続き、東高野街道沿いに古市駅 - 富田林駅間を開業させたのが始まり。当時の列車は蒸気機関車牽引だった。しかし経営難に陥り、開業翌年には路線は別会社の河南鉄道に引き継がれる。長野（現在の河内長野）駅まで全通したのは1902年のことである。
- 1898年（明治31年）4月14日：河陽鉄道が古市駅 - 富田林駅間を開業[8]。
- 1899年（明治32年）5月11日：河南鉄道が河陽鉄道の路線を継承[8]。
- 1902年（明治35年）
  - 3月25日：富田林駅 - 滝谷不動駅間が開業[8]。
  - 12月12日：滝谷不動駅 - 長野駅（現在の河内長野駅）が開業し全通[8]。
- 1904年（明治37年）10月12日[9]：学校前駅（現在の富田林西口駅）開業。
- 1911年（明治44年）
  - 8月15日：西浦駅・宮前駅・川西駅・汐ノ宮駅開業[10]。
- 1912年（明治45年）3月31日：学校前駅廃止[11]。
- 1917年（大正6年）1月9日：学校前駅再開業[12]。
- 1919年（大正8年）
  - 1月1日：喜志駅を太子口駅に改称[13]。
  - 1月25日：太子口駅を太子口喜志駅に改称[14]。
  - 3月8日：河南鉄道が大阪鉄道に社名変更。
- 1920年（大正9年）
  - 4月16日[15]：西浦駅・宮前駅・川西駅廃止。
  - 9月11日[16]：廿山駅（現在の川西駅）開業。
- 1923年（大正12年）
  - 10月16日：古市駅 - 長野駅間が電化。
  - 12月28日：旭ヶ岡駅開業。
- 1933年（昭和8年）4月1日：太子口喜志駅を喜志駅に、学校前駅を富田林西口駅に、廿山駅を川西駅に改称。
- 1935年（昭和10年）6月30日 - 集中豪雨により河西駅、旭ヶ丘駅周辺が冠水。折り返し運転を実施[17]。
- 1943年（昭和18年）2月1日：関西急行鉄道が大阪鉄道を合併。
- 1944年（昭和19年）6月1日：関西急行鉄道と南海鉄道の合併により発足した近畿日本鉄道の路線となる。
- 1945年（昭和20年）6月1日：旭ヶ岡駅・富田林西口駅休止。
- 1946年（昭和21年）7月1日：富田林西口駅営業再開。
- 1954年（昭和29年）4月1日：長野駅を河内長野駅に改称。
- 1957年（昭和32年）10月18日：古市駅 - 喜志駅間複線化。
- 1968年（昭和43年）9月26日：自動列車停止装置 (ATS) 使用開始。
- 1974年（昭和49年）7月20日：喜志駅 - 富田林駅間の旭ヶ岡駅廃止。
- 1982年（昭和57年）9月12日：川西駅付近（約0.8km）高架化。
- 1987年（昭和62年）10月25日：喜志駅 - 富田林駅間複線化。
- 1997年（平成9年）10月1日：乗降確認システム「フェアシステムK」稼働開始。
- 1999年（平成11年）3月：6620系6623Fが「YOSHINO Foresta」として塗装変更される（2002年12月まで）。
- 2001年（平成13年）
  - 2月1日：各駅でスルッとKANSAI対応カードの取り扱い開始。
  - 10月14日：各駅でJスルーカードの取り扱い開始。
- 2002年（平成14年）
  - 9月：6000系引退。シリーズ21（6820系）の営業運転開始。
  - 12月1日：列車運行管理システムKOSMOS稼働開始。
- 2003年（平成15年）9月13日：古市駅 - 喜志駅間の南阪奈道路交差地点付近高架化。側道整備のため。
- 2007年（平成19年）
  - 4月1日：各駅でPiTaPa・ICOCAの取り扱い開始。
  - 5月：6620系6625Fに「不思議の国のアリス」のハーフラッピングが施される（2008年4月まで）。
- 2008年（平成20年）3月23日：河陽鉄道（柏原駅 - 道明寺駅 - 古市駅 - 富田林駅間）開業110周年を記念して、大阪阿部野橋駅 - 河内長野駅間の準急2往復に記念ヘッドマークを掲出する。
- 2009年（平成21年）3月1日：Jスルーカードの自動改札機・のりこし精算機での取り扱いを終了[18]。
- 2012年（平成24年）
  - 9月：吉野線開業100周年を記念し、ラビットカー塗装に変更された6020系6051Fが長野線でも営業運転開始。
  - 10月：吉野線開業100周年を記念し、「吉野線ラッピング列車」のラッピングが施された6620系6626Fが長野線でも営業運転開始。
- 2022年（令和4年）6月4日：喜志駅 - 富田林駅間の上り線を高架化[19]。
- 2023年（令和5年）6月10日：喜志駅 - 富田林駅間の下り線を高架化[2]。

## 駅一覧
- 全駅大阪府内に所在。
- 準急・急行とも当線内では各駅に停車。
- 線路 … ||：複線区間、∨：ここより下は単線、◇：単線区間（列車交換可能）、｜：単線区間（列車交換不可）
河内長野駅ホームは1面2線だが、1線が使用停止中のため、実質的には1面1線である。

| 駅番号       | 駅名                          | 駅間 キロ    | 営業 キロ    | 接続路線                                                  | 線路                        | 所在地                      |
| ------------ | ----------------------------- | ------------ | ------------ | --------------------------------------------------------- | --------------------------- | --------------------------- |
| 直通運転区間 | 直通運転区間                  | 直通運転区間 | 直通運転区間 | ○南大阪線大阪阿部野橋駅まで                               | ○南大阪線大阪阿部野橋駅まで | ○南大阪線大阪阿部野橋駅まで |
| O16          | 古市駅                        | -            | 0.0          | 近畿日本鉄道：F 南大阪線 (F16) （一部直通運転：上記参照） | \|\|                        | 羽曳野市                    |
| O17          | 喜志駅                        | 3.4          | 3.4          |                                                           | \|\|                        | 富田林市                    |
| O18          | 富田林駅                      | 2.3          | 5.7          |                                                           | ∨                           | 富田林市                    |
| O19          | 富田林西口駅                  | 0.6          | 6.3          |                                                           | ｜                          | 富田林市                    |
| O20          | 川西駅                        | 1.0          | 7.3          |                                                           | ｜                          | 富田林市                    |
| O21          | 滝谷不動駅 （大阪大谷大学前） | 1.4          | 8.7          |                                                           | ◇                           | 富田林市                    |
| O22          | 汐ノ宮駅                      | 1.8          | 10.5         |                                                           | ｜                          | 河内長野市                  |
| O23          | 河内長野駅                    | 2.0          | 12.5         | 南海電気鉄道： 高野線 (NK69)                              | ｜                          | 河内長野市                  |

### かつて存在した駅
- 西浦駅（古市駅 - 喜志駅間、1911年8月15日開業[10]、1920年4月1日廃止）
- 旭ヶ岡駅（喜志駅 - 富田林駅間、1911年8月15日[10]宮ノ前駅として開業、1920年4月1日廃止、1923年12月28日旭ヶ岡駅として復活、1945年6月1日休止、1974年7月20日廃止）

## 主要駅の乗降客数
2015年11月10日調査による主要駅の乗降者数は次の通り。
- 古市 21,039人
- 喜志 17,612人
- 富田林 13,768人
- 滝谷不動 6,600人
- 河内長野 12,563人